# آريس (صاروخ)

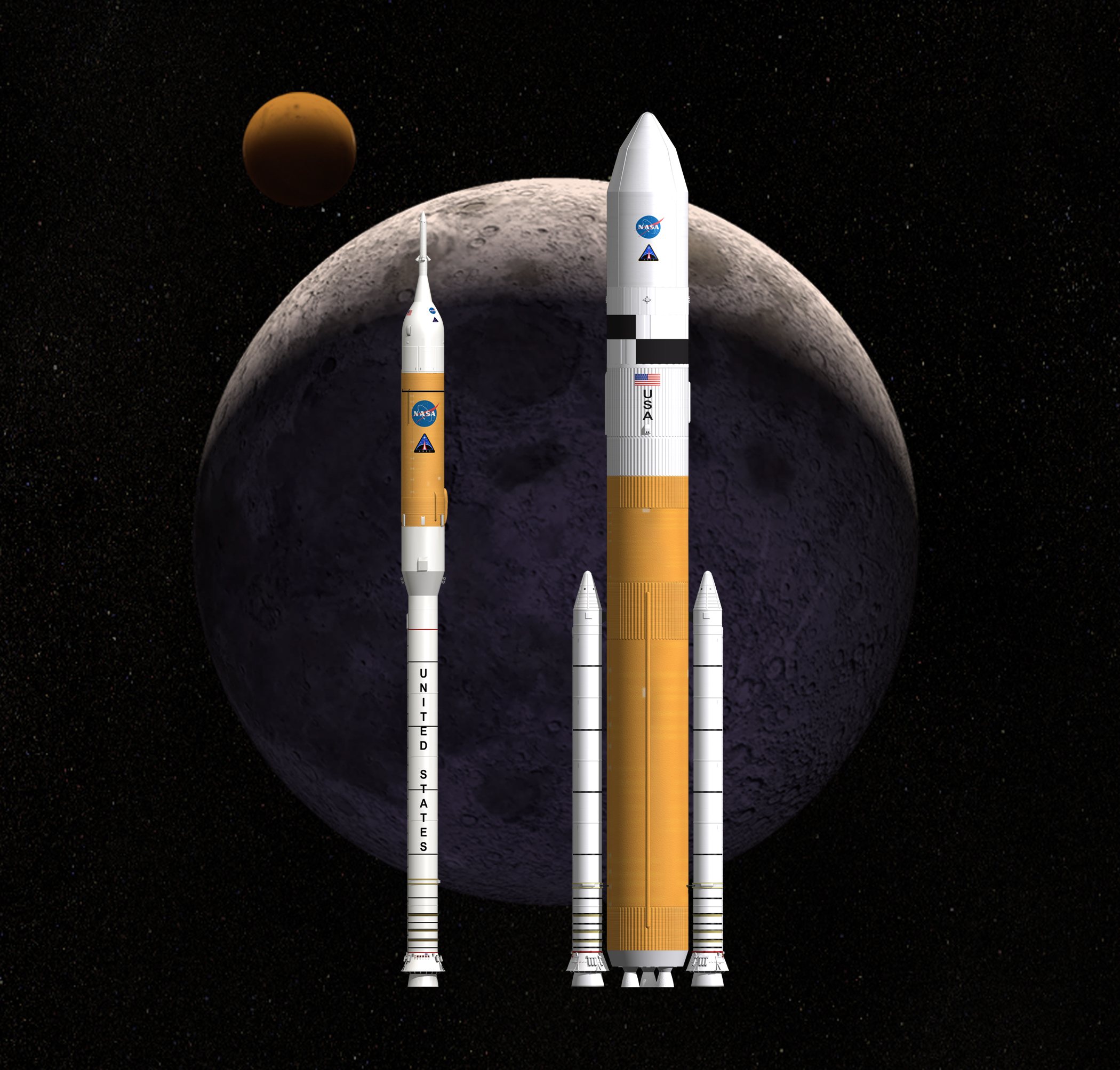
التصميمان أريس 1 (الخفيف))إلى اليسار) ،و أريس 5 [الثقيل) إلى اليمين.

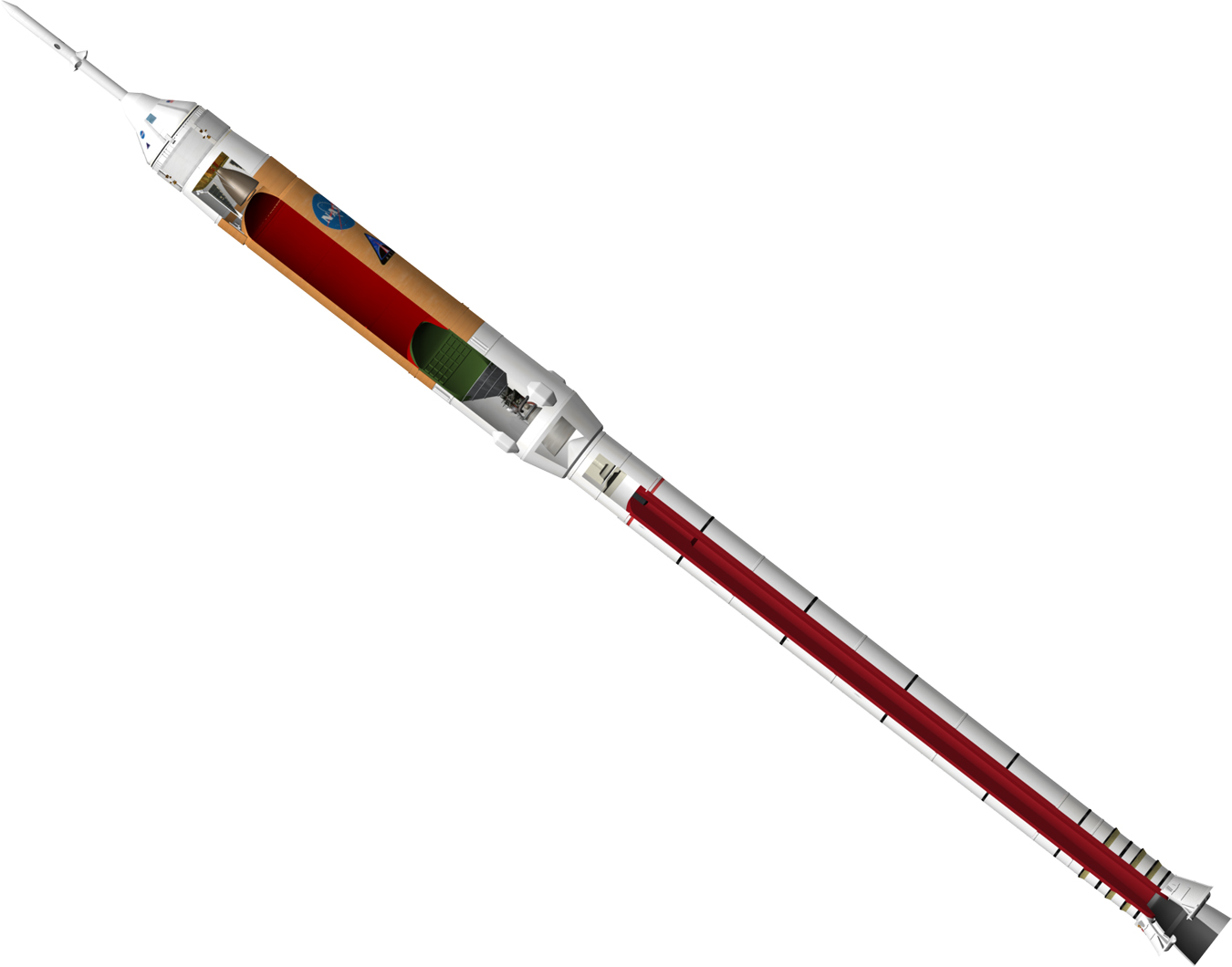
التصميم الحالي للصاروخ آريس 1.

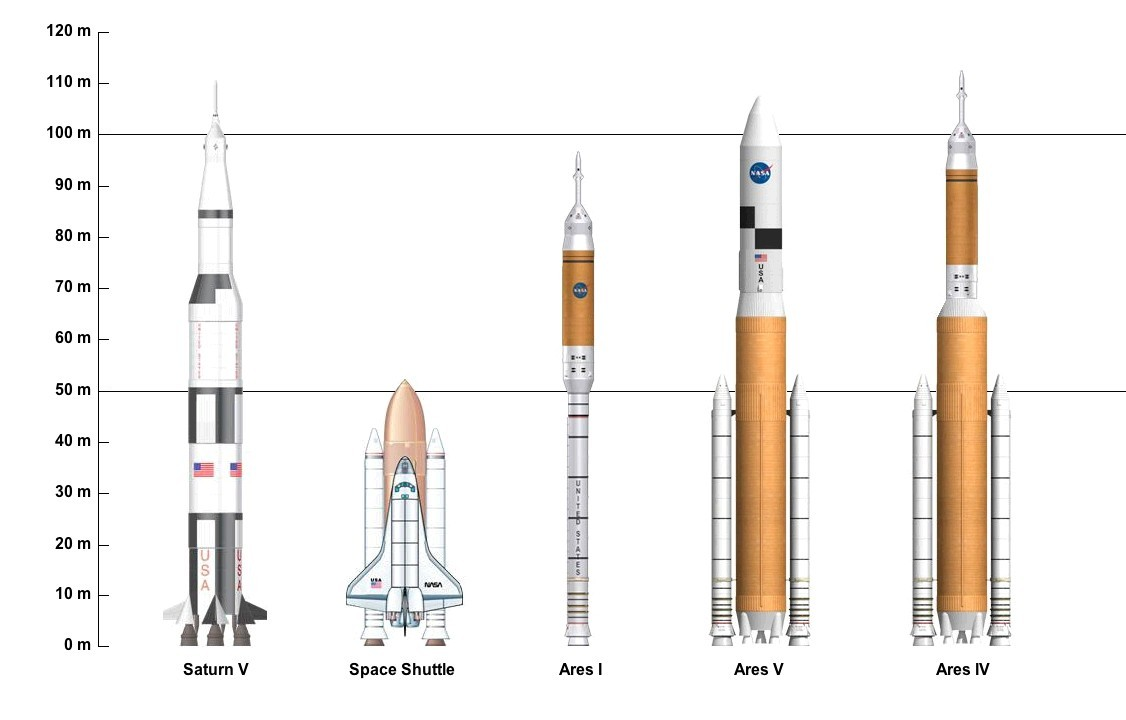
مقارنة بين أحجام الصاروخ ساتورن 5 ومكوك الفضاء وموديلات أريس.

صواريخ أريس (بالإنجليزية:Ares) هو اسم عائلة صواريخ أعدتها ناسا لتخلف صواريخ ساتورن 5 ولكن البرنامج قد أوقف. وكان من المقرر تطوير تصميمين: صاروخ خفيف لوزن 25 طن كصاروخ حامل ويسمى أريس 1 للقيام بنقل مركبة الفضاء أوريون المأهولة، وصاروخ حامل ثقيل للقيام برحلات فضاء مأهولة برواد فضاء إلى القمر وإلى المريخ، ويسمى آريس 5.

## اصل التسمية
اعلنت ناسا اسم الصاروخ الجديد أريس في 30 يونيو 2006.
 
كما قامت ناسا بتاريخ يناير 2007 بتقديم تصميم لصاروخ ثالث وهو أريس 4. وكانت هذه مبنية على اساخدام أجزاء من الصاروخين بغرض إرسال أناس مباشرة إلى القمر، بدون اللف والدوران أولا حول الأرض.
ويرجع اسم أريس إل أله للحرب عند اليونانيين القدماء يسمى [أريس]، وكان يمثل له أحيانا ب كوكب المريخ. كما ترجع الأرقام الملحقة بالاسم إلى زميلاتها بالنسبة لصواريخ ساتورن 1 إلى 5 الميتخدمة في برنامج أبولو للذهاب إلى القمر. وبما أن الصاروخ أريس 4 يستخدم أجزاء من الصاروخين فقد استخدمت كذلك نفس الأرقام المعرفة بهما. وقبل ذلك كان الصاروخ يسمى «صاروخ إقلاع متطور من مكوك الفضاء» (Shuttle Derived Launch Vehicle (SDLV.

## آريس 1
يتكون الصاروخ الحامل آريس 1 من مرحلتين وتبلغ حمولته 24.5 طن يمكن استخدامه لإطلاق الحمولات إلى مدار منخفض حول الأرض وبزاوية ميل للمدار نحو 28.5 درجة (مدار تلسكوب هابل الفضائي) أو حمولة 22.5 طن لمدار بزاوية ميل (بالنسبة إلى خط الاستواء الجغرافي) قدرها 51.6 درجة (مدار المحطة الفضائية الدولية 
ISS).
يبلغ ارتفاعه 99 متر وقطره 3.66 متر بالنسبة إلى المرحلة الأولى و5.5 متر للمرحلة الثانية، وسوف يستخدم صاروخ أريس 1 لإطلاق مركبات فضاء أوريون الأولى كما يمكن استخدامه أيضا لنقل الحمولات إلى الفضاء، مثل مركبة نقل التموين H-2 Transfer Vehicle.
تحتوي المرحلة الأولى على محرك صاروخي خامس بالإضافة إلى الأربعة التي يحتوي عليها صاروخ تعضيد مكوك الفضاء الذي يعمل بالوقود الصلب، صاروخ المرحة الأولى ممصممة لإعادة استخدامها حيث تسقط بعد الانطلاق في المحيط الأطلسي بواسطة مظلة نجاة ويتم التقاطها.

الأجهزة الإلكترونية للمرحلة الأولى مأخوذة من صاروخ أطلس وتقوم وصلة مناسبة بتوصيل المرحلة الثانية، وتعمل المرحلة الثانية بوقود سائل هيدروجين سائل وأكسجين سائل يحترقان في محرك صاروخي من نوع 
J-2X
من صناعة برات وويتني للصواريخ وقد استخدم ذلك النوع للمرحلة الثانية من قبل في صاروخ ساتورن 5. وهي تحتوي أيضا على وحدة أجهزة التوجيه وضبط احتراق الوقود المرحلة الأولى، وفوقها توجد كبسولة توضع فيها الحمولة. وتثبت على قمة الصاروخ أريس 1 صاروخ النجاة التي تنطلق برواد الفضاء لإنقادهم في حالة فشل عملية انطلاق أريس 1، وهذه تعمل على ابعادهم من منطقة الخطر. قامت ناسا في 4 يناير 2007 باختبار صلاحية النظام للصاروخ أريس 1 وتأكدت من جدواه.

ثم قامت باختبار الخمسة محركات صاروخية على الأرض في 10 سبتمبر 2009 بعدما انقطع احتراق الوقود بعد 20 ثانية من التجربة الأولى التي اجريت بتاريخ 25 أغسطس 2009. وكان سبب انقطاع الاحتراق فساد أجهزة تنظيم الوقود. 
ثم قامت ناسا بتاريخ 28 أكتوبر 2009 بإطلاق المرحلة الأولى كتجربة إلى مدار منخفض حول الأرض وكانت مع استخدام نموذج غير حقيقي للمرحلة الثانية.
.

## آريس 5
كان الصاروخ أريس 5 الثقيل مصمما أولا للاستخدام بدون رواد فضاء. وكانت مصممة في المقام الأول لتوصيل حمولة قدرها 130 طن إلى مدار منخفض حول الأرض. تبلغ ارتفاع الصاروخ نحو 109 متر وهو نفس ارتفاع ساتورن 5. وتستخم المرحلة المركزية خزانا للوقود يرجع تصميمها إلى خزان وقود مكوك الفضاء ولكن يبلغ قطره 10 متر ومزود بخمسة محركات صاروخية من نوع RS-68
وهو النوع الذي يستخدم في صاروخ دلتا 4. بالإضافة إلى ذلك فهي تعضد عند الانطلاق بخمسة صواريخ تعضيد تعمل بالوقود الصلب مثلما في حالة مكوك الفضاء. المرحلة العليا والتي تسمى «مرحلة مغادرة الأرض» Earth Departure Stage تعمل بمحرك من نوع J-2X. وتعمل المرحلتان المركزية والعليا بالوقود السائل الهيدروجين والأكسجين. ومن المخطط أن تكون الحمولة الرئيسية لهذا الصاروخ مركبة الهبوط على القمر المسماة «الطير» Altair.

## معرض صور

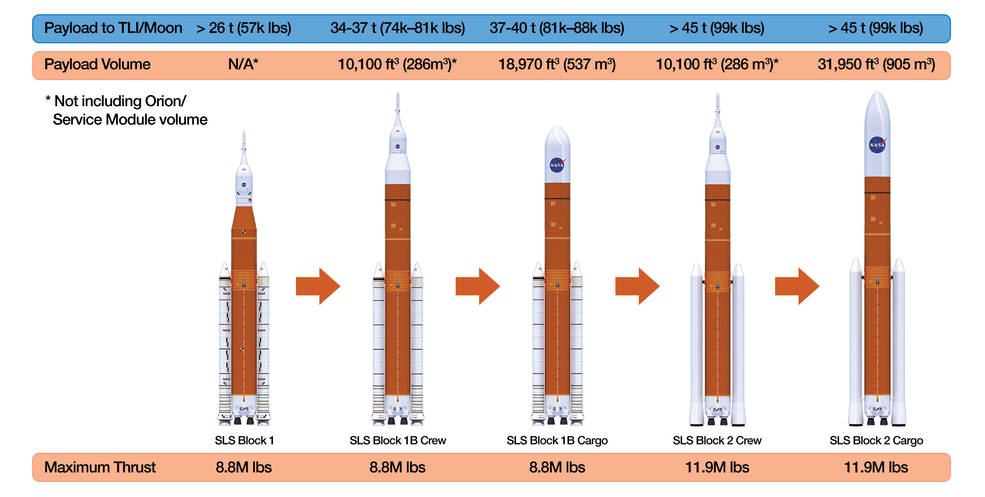
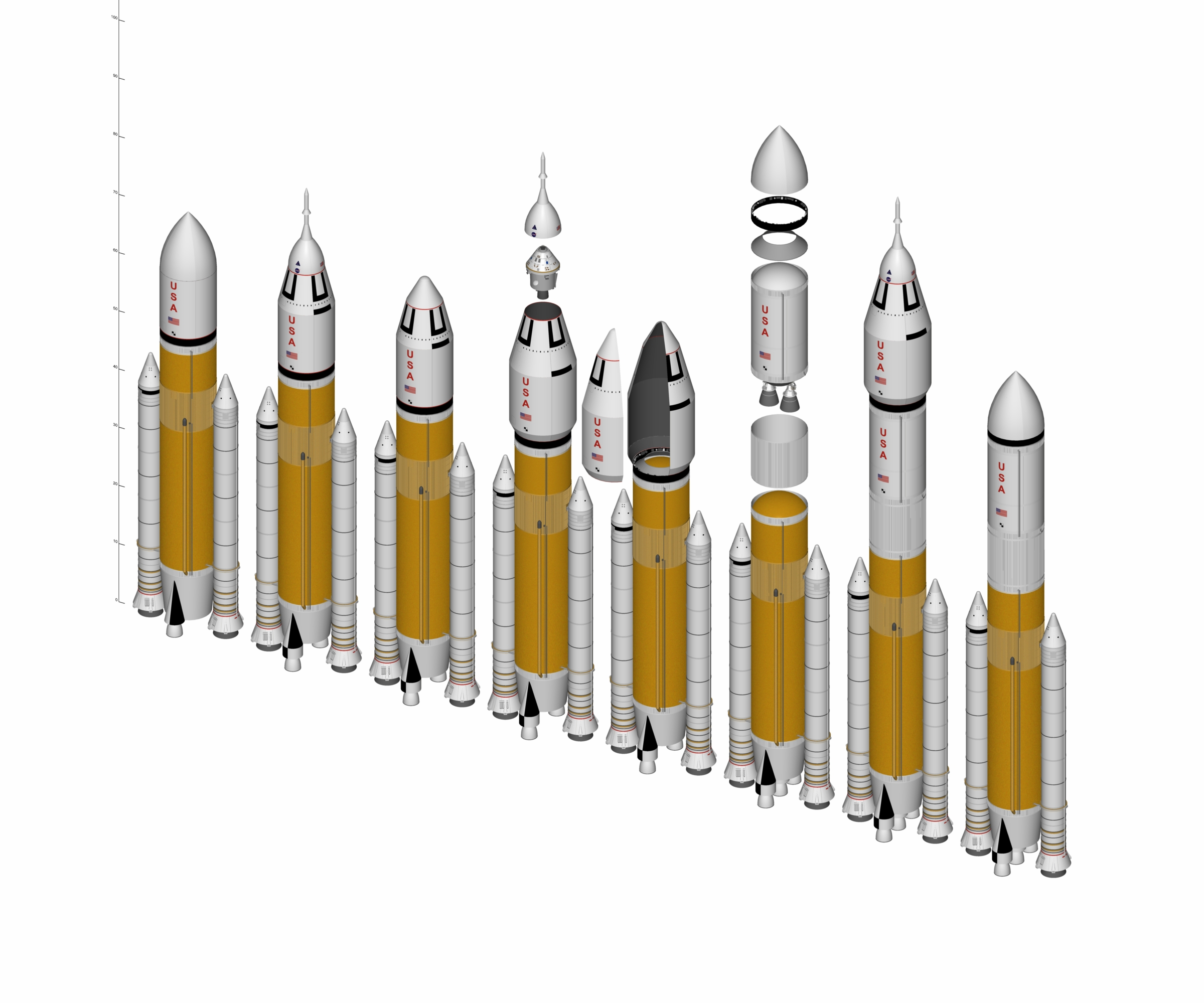
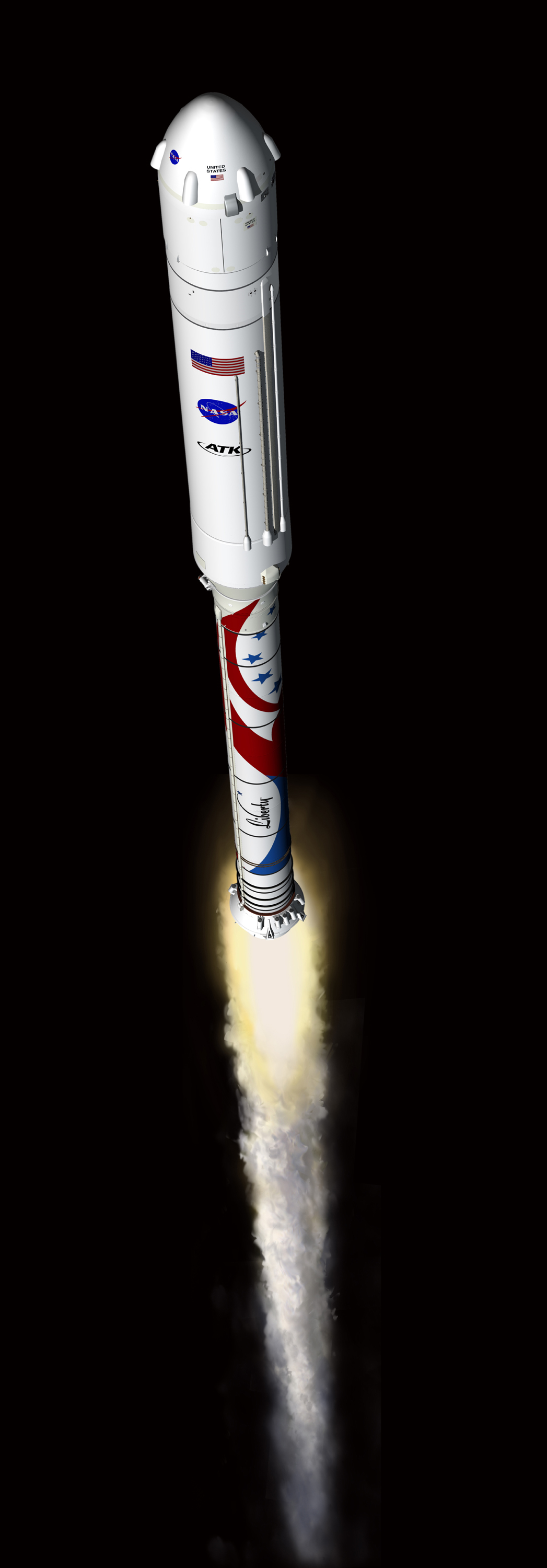
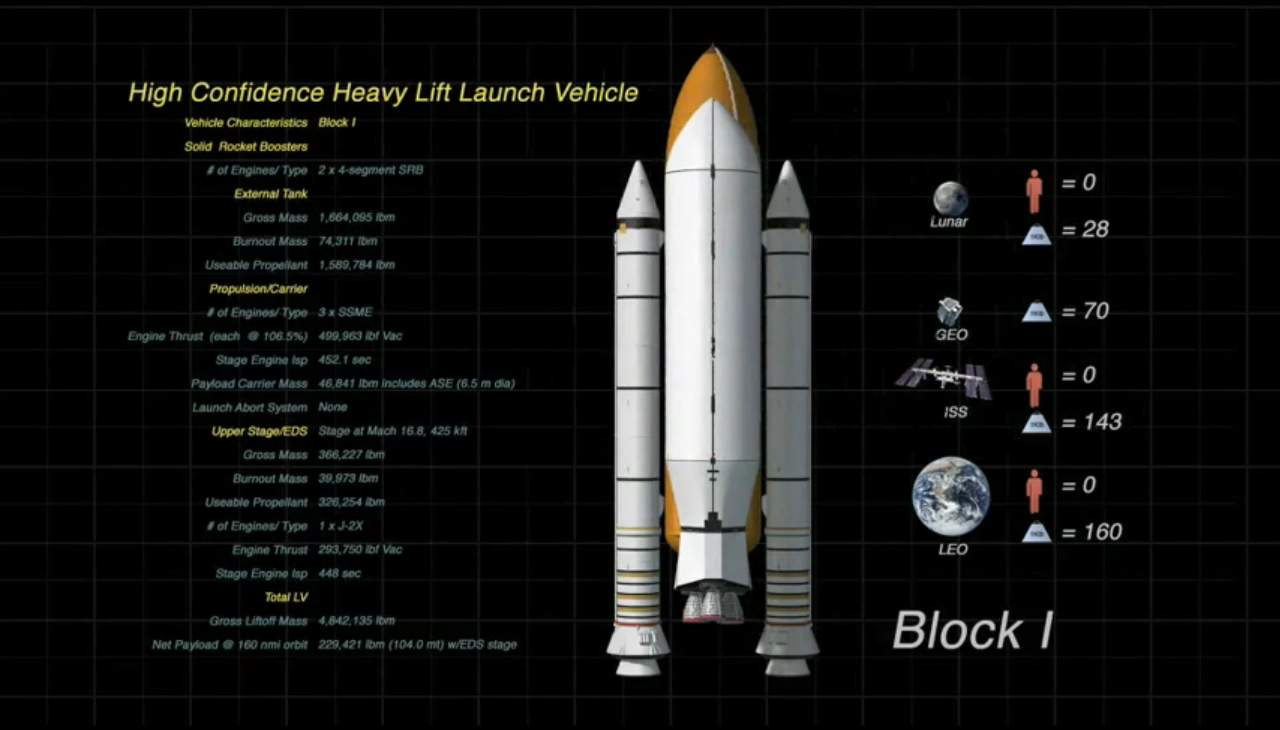
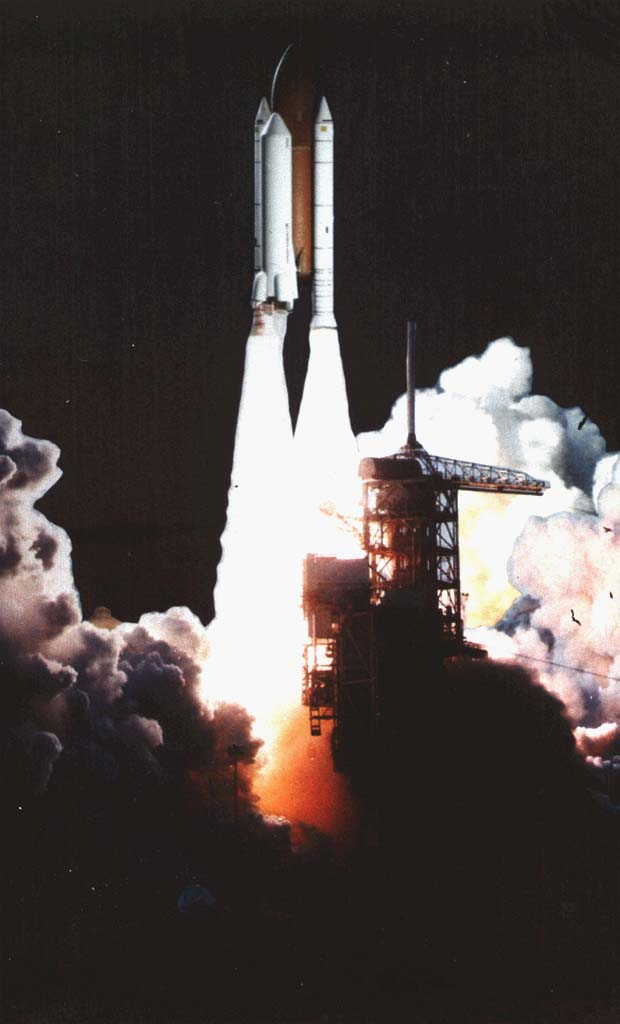

## اقرأ أيضا
- Ares V
- نظام إقلاع للفضاء
- فالكون 9
- بومبر 8 (صاروخ)
- H3 (صاروخ)
- أبولو 8
- أبولو 11
- أبولو 13
- أبولو 17